# Парибени, Джулио Чезаре
Джулио Чезаре Парибени (итал. Giulio Cesare Paribeni; 27 мая 1881, Рим — 13 июня 1964, Милан) — итальянский композитор и музыкальный педагог.
Учился в Римской консерватории у Джакомо Сетаччоли. В 1911—1915 гг. главный редактор музыкального издательства «Сондзоньо» в Милане. С 1914 г. преподавал гармонию и контрапункт в Миланской консерватории, с 1924 гг. также заместитель директора, в 1950—1951 гг. и. о. директора. Среди учеников Парибени, в частности, Лучано Берио.
Написал две оперы, симфонические, камерные и церковные произведения. Автор популярного обзора «Современные итальянские симфонисты» (итал. Sinfonisti italiani d’oggi; 1932), исследования «Муцио Клементи, его жизнь и его искусство» (итал. Muzio Clementi nella vita e nell'arte; 1921), работ о творчестве Умберто Джордано.